# فلافيو كونسيساو
لويس فلافيو كونسيساو دا سيلفا لاعب كرة قدم برازيلي سابق من مواليد 1959 لاعب وسط محوري وهو يلعب قلب دفاع في بعض الأحيان.

## روابط خارجية
- فلافيو كونسيساو على موقع الاتحاد الدولي (مؤرشف)  (الإنجليزية)
- فلافيو كونسيساو على موقع الاتحاد الأوربي (الإنجليزية)
- فلافيو كونسيساو على موقع اتحاد تركيا (لاعب) (الإنجليزية)
- فلافيو كونسيساو على موقع قاعدة بيانات كرة القدم.إي يو (الإنجليزية)
- فلافيو كونسيساو على موقع بيانات كرة القدم. دي إي (الألمانية)
- فلافيو كونسيساو على موقع ناشيونال فوتبول تيمز (الإنجليزية)
- فلافيو كونسيساو على موقع Soccerway.com (الإنجليزية)
- فلافيو كونسيساو على موقع عالم كرة القدم.نت (الإنجليزية)
- فلافيو كونسيساو على موقع كووورة
- فلافيو كونسيساو على موقع أوليمبيديا (الإنجليزية)